# Under the Covers (Colton Ford)
Under the Covers è il secondo album di Colton Ford, pubblicato su etichetta Peace Bisquit.

## Il disco
L'album comprende 18 tracce di noti brani musicali reinterpretati da Ford in chiave dance pop, da Dreams dei Fleetwood Mac, passando per Losing My Religion dei R.E.M. fino a Trouble di Britney Spears, traccia dell'album Circus. Losing My Religion è stato usato come primo singolo estratto dall'album, di cui è stato anche realizzato un videoclip.
Con la produzione di Quentin Harris, che aveva già prodotto il suo album di debutto Tug of War, Ford si avvale anche della produzione e collaborazione di Matthias "Matty" Heilbronn, Craig C., Whatever Whatever (aka Justin Strauss and Bryan Bette), Lost Daze, e molti altri.

## Tracce
1. Rock the Boat (Aaliyah) – interlude
2. With Every Heartbeat (Robyn)
3. Losing My Religion (R.E.M.)
4. Dreams (Fleetwood Mac) – interlude
5. It's No Crime (Babyface)
6. Trouble (Britney Spears)
7. It Seems Like You're Ready (R. Kelly) – interlude
8. Follow Me (Aly-Us)
9. By Your Side (Sade)
10. Music Sounds Better with You (Stardust) – [Hot Tracks Re-Edit]
11. It's like That (Mariah Carey) – interlude
12. No One (Alicia Keys)
13. Lithium (Nirvana)
14. What About Us? (Brandy) – interlude
15. You Gonna Want Me (Tiga)
16. Show Me Love (Robin S.)
17. Out of Time (Hall & Oates) – interlude
18. Ashes to Ashes (Faith No More)